# پرنده جنوب
پرنده جنوب (نام علمی: Australornis) نام یک سرده از فرورده نوآروارگان است.